# Parakaryon myojinensis
Genre
Espèce

Parakaryon est un genre d'organismes cellulaires. Le taxon n'a pu être attribué à un domaine et est donc classé parmi les Cytota incertae sedis. Il s'agit d'organismes partageant des caractéristiques de cellules procaryotes et eucaryotes. Si aucune affinité plus forte n'est trouvée, un nouveau nom de domaine pourrait être créer pour classer le genre : Parakaryota.
L'espèce type, Parakaryon myojinensis, a été trouvée à 1240 m de profondeur au niveau de la source hydrothermale de Myōjin Knoll au large du Japon. C'est l'unique espèce connue dans son genre.